# Codex Azcatitlan

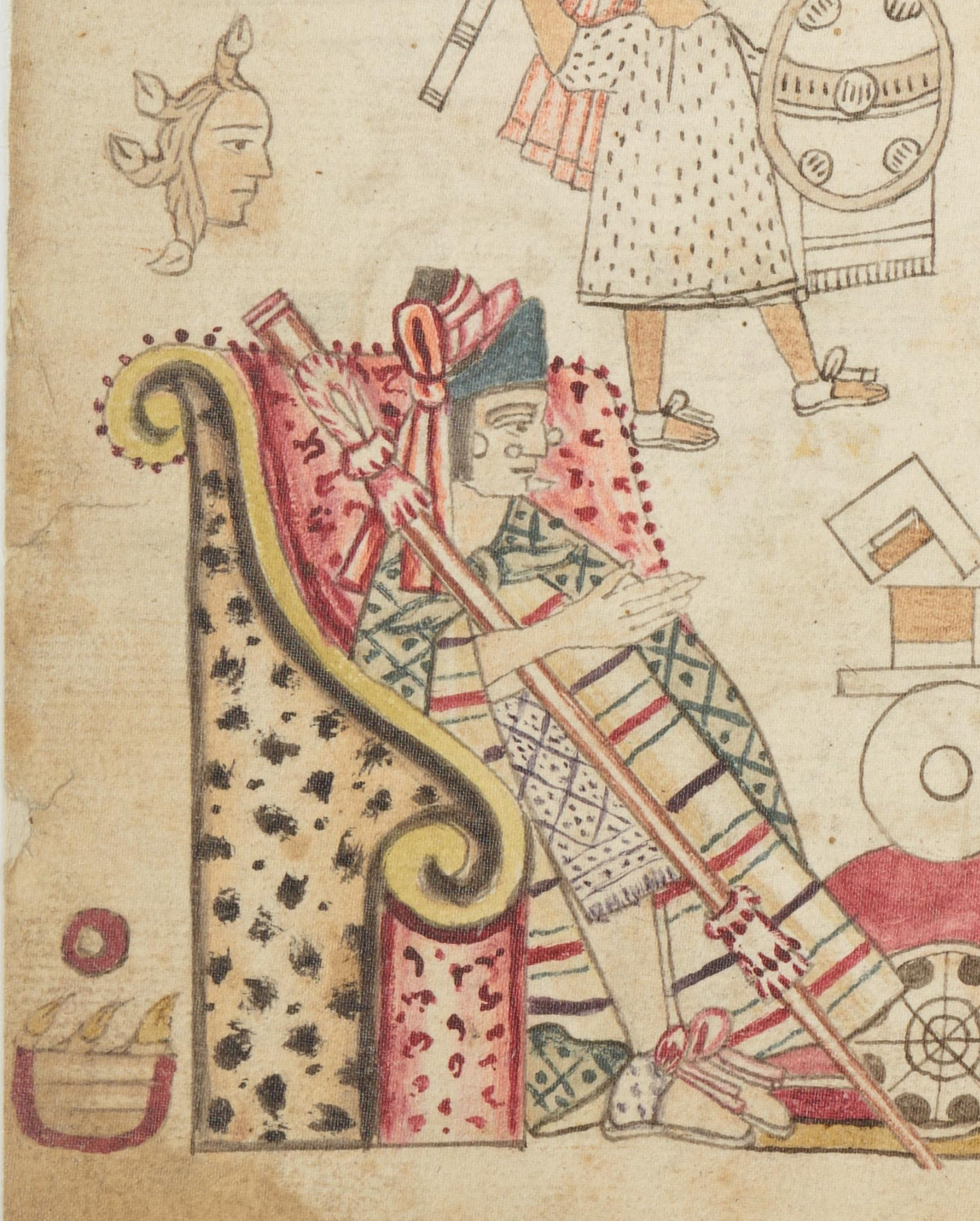
Le tlatoani Axayacatl dans le Codex Azcatitlan.

Le Codex Azcatitlán, connu jadis également sous le nom d’Histoire mexicaine, est un codex colonial aztèque.

## Contenu
Le texte se compose de représentations picturales figuratives et glyphiques peintes qui sont accompagnées de gloses qui décrivent en nahuatl, en caractères latins, le récit peint.
Il est composé de trois parties.
La première traite sur un mode annalistique de l'histoire des Aztèques depuis leur départ légendaire d'Aztlan (qu'une glose mentionne sous le nom d'« Azcatitlan ») en l'année 1-silex (qu'une glose désigne comme l'année 1168) jusqu'à la fondation de Tenochtitlan.
La deuxième partie traite de l'histoire des tlatoanis aztèques.
La dernière partie, assez hétéroclite, traite de l'arrivée des Espagnols et des débuts de la conquête de l'Empire aztèque.

## Nom
Contrairement à la plupart des autres codex mésoaméricains, le nom de ce codex ne vient pas d'un de ses propriétaires mais de son contenu. En effet, il est tiré d'une glose indiquant que le lieu de départ de la migration aztèque est Azcatitlan (dérivatif d'Aztlan).

## Caractéristiques physiques
Il se compose de 25 feuillets de papier européen de 21 × 28 cm, peints des deux côtés.
Le codex est relié de façon européenne.

## Histoire

### Élaboration
Les auteurs et la date d'élaboration de ce document sont inconnus, mais plusieurs éléments démontrent qu'il s'agit d'un codex colonial.
En effet, la facture de la reliure et le style des peintures, qui mélange les conventions artistiques indigènes et européennes, notamment par l'emploi de la perspective, laissent supposer que l'ouvrage n'est pas antérieur à la seconde moitié du XVIe siècle. Michel Graulich considère que les gloses sont contemporaines des peintures et remarque que l'écriture manuscrite de ces gloses ressemble au style d'autres travaux du dernier tiers du XVIe siècle.
Le codex semble avoir été réalisé par au moins deux peintres-scribes (tlacuiloque) de styles différents.

### Conservation
Il a fait partie des collections de Lorenzo Boturini au XVIIIe siècle, puis de celles de Joseph Aubin au XIXe siècle.
Il est actuellement conservé à la Bibliothèque nationale de France.